# Lawrence Badash
Lawrence Badash (Nueva York, 8 de mayo de 1934-Santa Bárbara, 23 de agosto de 2010) fue un profesor estadounidense de historia de las ciencias físicas, especializado en historia de la física, particularmente en historia de la física nuclear y de las armas nucleares.

## Biografía
Se graduó en 1956 con una licenciatura en física por el Instituto Politécnico Rensselaer, donde fue estudiante del Cuerpo de Entrenamiento de Oficiales de Reserva (ROTC). Después de servir tres años como aviador naval, se graduó en el departamento de física de la Universidad Yale, pero pronto pasó a la historia de la ciencia. Se convirtió en el primer estudiante de doctorado de Derek de Solla Price. Recibió su doctorado en 1964 y su Ph.D. La tesis se publicó finalmente en 1979 como monografía Radioactivity in America: Growth and Decay of a Science. Fue becario científico postdoctoral de la OTAN en la Universidad de Cambridge. En el departamento de historia de la Universidad de California en Santa Bárbara, enseñó historia de las ciencias físicas. Se incorporó al departamento en 1966 y se jubiló como profesor emérito en 2002.
Fue becario Guggenheim. Fue elegido en 1984 miembro de la Asociación Estadounidense para el Avance de la Ciencia (AAAS) y en 1987 miembro de la Sociedad Estadounidense de Física. Se desempeñó como presidente del capítulo de Santa Bárbara de la Unión Estadounidense de Libertades Civiles (ACLU) de 1982 a 1988 y de 1996 a 1999.

## Publicaciones seleccionadas

### Artículos
- Badash, Lawrence (1965). «Radioactivity before the Curies». American Journal of Physics 33 (2): 128-135. Bibcode:1965AmJPh..33..128B. doi:10.1119/1.1971267.
- Badash, Lawrence (1971). «The Importance of Being Ernest Rutherford». Science 173 (4000): 873. Bibcode:1971Sci...173..873B. doi:10.1126/science.173.4000.873.
- Badash, Lawrence (1972). «The Completeness of Nineteenth-Century Science». Isis 63: 48-58. doi:10.1086/350840.
- Badash, Lawrence; Hodes, Elizabeth; Tiddens, Adolph (1986). «Nuclear Fission: Reaction to the Discovery in 1939». Proceedings of the American Philosophical Society 130 (2): 196-231.
- Badash, Lawrence (1989). «The Age-of-the-Earth Debate». Scientific American 261 (2): 90-97. Bibcode:1989SciAm.261b..90B. doi:10.1038/scientificamerican0889-90.
- Badash, Lawrence (2003). «Marie Curie: In the Laboratory and on the Battlefield». Physics Today 56 (7): 37-43. Bibcode:2003PhT....56g..37B. doi:10.1063/1.1603078.

### Libros
- Badash, L., ed. (1969). Rutherford and Boltwood: letters on radioactivity. New Haven: Yale University Press.[6]
- Badash, L. (1979). Radioactivity in America: growth and decay of a science. Baltimore: Johns Hopkins University Press.[7]
- Badash, Lawrence; Hirschfelder, Joseph O.; Broida, Herbert P., eds. (6 de diciembre de 2012). Reminiscences of Los Alamos, 1943–1945. Springer. ISBN 9789400990227. (pbk reprint of 1980 original)[8]
- Badash, L. (1985). Kapitza, Rutherford, and the Kremlin. New Haven: Yale University Press.
- Badash, L.; Hodes, Elizabeth; Tiddens, Adolph (1985). Nuclear fission: reaction to the discovery in 1939. La Jolla, California: Institute on Global Conflict and Cooperation, University of California, San Diego.
- Badash, L. (1995). Scientists and the development of nuclear weapons: from fission to the Limited Test Ban Treaty, 1939-1963. Atlantic Highlands, N.J.: Humanities Press. ISBN 9780391038738.
- Badash, L. (10 de julio de 2009). A Nuclear Winter's Tale: Science and Politics in the 1980s. Cambridge, Massachusetts: MIT Press. ISBN 9780262257992.[9]